# Theodōros Zaras
Theodōros Zaras (in greco Θεόδωρος Ζαρας?; Salonicco, 12 agosto 1987) è un cestista greco.